# 미나미모리마치역
미나미모리마치역(일본어: 南森町駅, みなみもりまちえき)은 일본 오사카부 오사카시 기타구에 있는 철도역이다.

## 타는 곳

### 다니마치 선
| 1 | ■ 다니마치 선 | 덴마바시·덴노지·야오미나미 방면       |
| 2 | ■ 다니마치 선 | 히가시우메다·미야코지마·다이니치 방면 |

### 사카이스지 선
| 1 | ■ 사카이스지 선 | 사카이스지혼마치·닛폰바시·덴가차야 방면     |
| 2 | ■ 사카이스지 선 | 덴진바시스지 6초메·기타센리·다카쓰키시 방면 |

## 역세권 정보
- 오사카텐만구역: (JR 도자이 선) - 환승역
- 덴진바시스지 상점가
- 오사카텐만구
- FM802
- 요미우리 신문 오사카 본사
- 국도 1호선
- 텐마텐진한죠테이

## 역사
- 1967년 3월 24일: 다니마치 선 영업 개시.
- 1969년 12월 6일: 사카이스지 선 영업 개시, 환승역이 됨.
- 1997년 10월 10일: 다니마치 선 신상행선 홈 사용 개시.

## 인접역
| ■ 오사카 메트로 다니마치선           | ■ 오사카 메트로 다니마치선 | ■ 오사카 메트로 다니마치선   |
| ------------------------------------ | -------------------------- | ---------------------------- |
| T20 히가시우메다 다이니치 방면       |                            | 덴마바시 T22 야오미나미 방면 |
| ■ 오사카 메트로 사카이스지선         |                            |                              |
| K12 오기마치 덴진바시스지 6초메 방면 |                            | 기타하마 K14 덴가차야 방면   |